# Едно пътуване до хоризонта
„Едно пътуване до хоризонта“ е български телевизионен игрален филм (късометражен, психологическа драма) от 2005 година на режисьора Антон Радославов, по сценарий на Палми Ранчев. Оператор е Любомир Беснички. Музиката е на Кирил Добрев.

## Актьорски състав
| Роля     | Изпълнител          |
| -------- | ------------------- |
| Сашо     | Валери Йорданов     |
| Марияна  | Жанет Иванова       |
| „Малкия“ | Юлиян Василев       |
| Иван     | Ириней Константинов |
| шофьорът | Тодор Щонов         |
|          | Никола Стоименов    |
|          | Валентин Гошев      |
|          | Вихър Стойчев       |
|          | Иван Йосифов        |
|          | Александър Йосифов  |
|          | Александър Попов    |
|          | Деси Моралес        |
|          | Майа Райкова        |
|          | Мария Лиркова       |
|          | Даниел Рангелов     |
|          | Мартин Радулов      |
|          | Христо Вълов        |
|          | Георги Костов       |
|          | Анна Вълкова        |
|          | Евгени Василев      |
|          | Венцислав Павлов    |